# Phlyctema caulium
Phlyctema caulium är en svampart som först beskrevs av Marie Anne Libert, och fick sitt nu gällande namn av Franz Petrak 1924. Phlyctema caulium ingår i släktet Phlyctema och familjen Dermateaceae.   Inga underarter finns listade i Catalogue of Life.